# Зубромави, Абдуллах
Абдулла́ Сулейма́н Зубромави́ (араб. عبد الله سليمان زبرماوي‎, англ. Abdullah Sulaiman Zubromawi, 15 ноября 1973, Саудовская Аравия) — саудовский футболист, защитник. Выступал за сборную Саудовской Аравии. Участник чемпионата мира 1994 года, чемпионата мира 1998 года и чемпионата мира 2002 года.

## Карьера

### Клубная
Профессиональную карьеру начал в 1993 году в клубе «Аль-Ахли» из Джидды, за время выступления в котором по разу выигрывал вместе с командой Кубок наследного принца Саудовской Аравии и Кубок Саудовской федерации футбола. В 2001 году перешёл в «Аль-Хиляль» из Эр-Рияда, в котором играл до 2005 года, став за это время с командой дважды чемпионом Саудовской Аравии, дважды обладателем Кубка наследного принца Саудовской Аравии, один раз обладателем Кубка принца Фейсала и один раз обладателем Кубка обладателей кубков Азии. В 2005 году перешёл в клуб Саудовского первого дивизиона «Аль-Дамк», за который выступает по сей день.

### В сборной
В составе главной национальной сборной Саудовской Аравии выступал с 1993 по 2002 год, проведя за это время 142 матча и забив 3 мяча в ворота соперников. Участник чемпионата мира 1994 года, чемпионата мира 1998 года и чемпионата мира 2002 года. Вместе с командой стал победителем Кубка Азии в 1996 году, а также доходил до финала Кубка Азии в 2000 году, дважды выигрывал Кубок арабских наций и дважды Кубок наций Персидского залива.

## Достижения

### Командные
Победитель Кубка Азии: (1)
- 1996

Финалист Кубка Азии: (1)
- 2000

Обладатель Кубка арабских наций: (2)
- 1998, 2002

Обладатель Кубка наций Персидского залива: (2)
- 1994, 2002

Финалист Кубка наций Персидского залива: (1)
- 1998

Чемпион Саудовской Аравии: (2)
- 2001/02, 2004/05

Обладатель Кубка наследного принца Саудовской Аравии: (3)
- 1997/98, 2002/03, 2004/05

Обладатель Кубка Саудовской федерации футбола: (1)
- 2000/01

Обладатель Кубка принца Фейсала: (1)
- 2004/05

Обладатель Кубка обладателей кубков Азии: (1)
- 2002